# Jaworzyńska Nyża pod Iglicą
Jaworzyńska Nyża pod Iglicą – jaskinia, a właściwie schronisko, w Dolinie Jaworzynka w Tatrach Zachodnich. Wejście do niej znajduje się w Żlebie pod Czerwienicą, w pobliżu Jaskini w Czubie Jaworzyńskiej, na wysokości 1390 metrów n.p.m. Długość jaskini wynosi 7 metrów, a jej deniwelacja 2 metry.

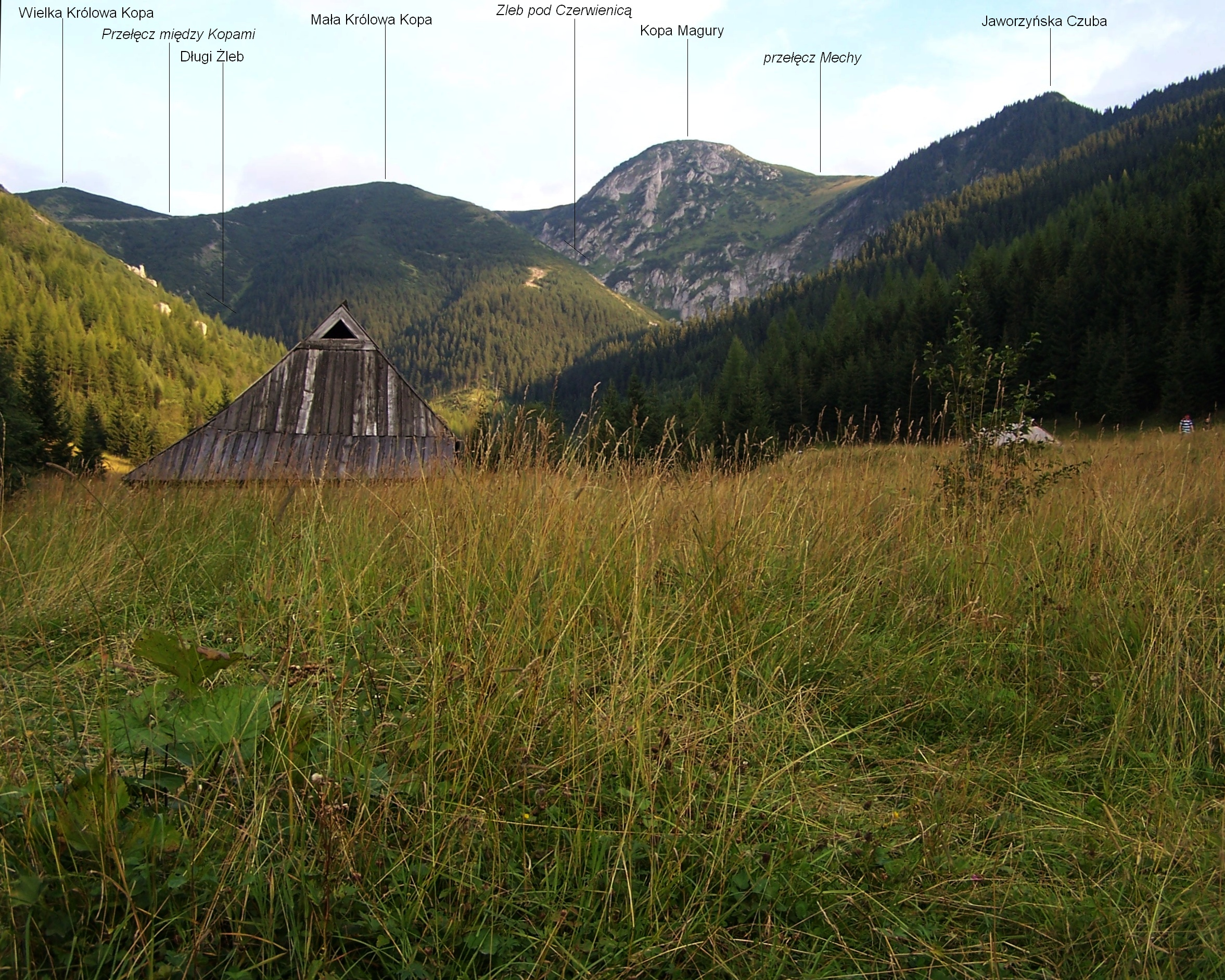
Dolina Jaworzynka

## Opis jaskini
Jaskinię stanowi niewielka sala zaczynająca się w dużym otworze wejściowym. Odchodzi od niej stromo do góry, krótki i wąski korytarzyk zakończony namuliskiem.
Jaskinia łączy się prawdopodobnie poprzez szczeliny z Jaskinią w Czubie Jaworzyńskiej.

## Przyroda
W jaskini brak jest nacieków. Ściany są suche, rosną na nich mchy i porosty.

## Historia odkryć
Jaskinia była prawdopodobnie znana od dawna. Jej pierwszy plan i opis sporządziła I. Luty przy pomocy M. Kropiwnickiej w 2000 roku.